# Barthélemy Boganda
Barthélemy Boganda (* 4. April 1910; † 29. März 1959) war ein Politiker der späteren Zentralafrikanischen Republik.

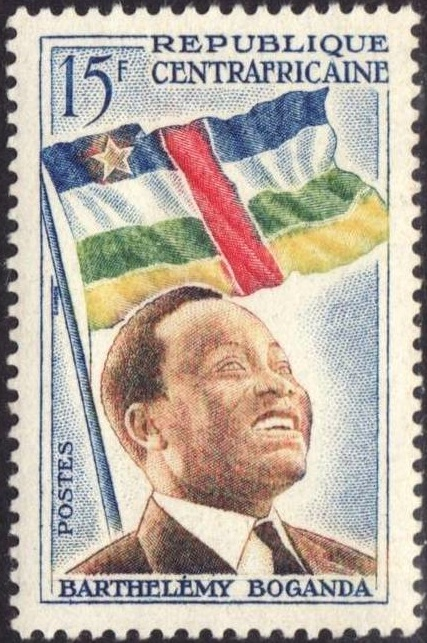
Barthélemy Boganda auf einer zeitgenössischen Briefmarke

## Priester
Nach seiner Ausbildung an einem katholischen Priesterseminar wurde er 1939 zum Priester geweiht. Die nächsten zehn Jahre war er an verschiedenen Missionsstationen tätig. Seine kirchliche Laufbahn endete 1949, als er eine Französin heiratete.

## Politiker
Boganda wurde in den 1950er Jahren der führende Politiker in der damaligen französischen Kolonie Ubangi-Schari.
Bei den Wahlen vom 10. November 1946 wurde er Abgeordneter der französischen Nationalversammlung. Politisch orientierte er sich an der französischen Partei Mouvement républicain populaire (MRP). In Paris war er selten und gründete am 28. September 1949 in Zentralafrika die Partei Mouvement pour l’évolution sociale de l’Afrique noire (MESAN).

### Premierminister

Von Boganda 1957 vorgeschlagene Vereinigte Staaten von Lateinafrika

Nach Inkrafttreten von Gaston Defferres loi-cadre 1956 bildete er eine Regierung für sein Land, zudem wurde er Bürgermeister der Hauptstadt Bangui. Er unterstützte im September 1958 de Gaulles Verfassungsreferendum für die V. Republik, das in Ubangi-Schari mit 98,1 % der Stimmen angenommen wurde. Am 8. Dezember 1958 wurde er Premierminister der nun autonomen Republik Zentralafrika. Seinen Verfassungsentwurf nahm die Territorialversammlung am 16. Februar 1959 an.

### Vereinigte Staaten von Lateinafrika
Ein wichtiges Anliegen war Boganda, die Einheit der Staaten des bisherigen Französisch-Äquatorialafrika auch für die Zukunft zu sichern, was am Widerstand des relativ wohlhabenden Gabun unter Léon M’ba scheiterte. Als Gegengewicht zu den arabischen und ehemals britischen Gebieten Afrikas schlug Boganda 1957 den Zusammenschluss der ehemaligen französischen, portugiesischen, spanischen und belgischen Kolonien Zentralafrikas zu den États-Unis de l’Afrique Latine (Französisch) bzw. Estados Unidos da África Latina (Portugiesisch) vor.

## Tod
Bogandas Tod bei einem Flugzeugabsturz 1959 stürzte sein Land in eine Krise. Als Nachfolger setzte sich sein Vetter David Dacko gegen den kurzzeitigen Premierminister Abel Goumba durch. Ein weiterer seiner Verwandten, Jean-Bédel Bokassa, stürzte Dacko 1966. Bereits im Mai 1963 war Bogandas ursprünglich demokratische MESAN in eine Einheitspartei umgewandelt worden.

## Trivia
- Die von Boganda entworfene Flagge wurde 1958 ursprünglich für die geplanten Vereinigten Staaten von Lateinafrika eingeführt und nach der Unabhängigkeit des Landes unter dem Namen Zentralafrikanische Republik am 13. August 1960 beibehalten.
- Sein Todestag ist in der Zentralafrikanischen Republik Gesetzlicher Feiertag.
- Das Stadion der Hauptstadt Bangui wurde ihm zu Ehren Complexe Sportif Barthélemy Boganda benannt.
- In der TV-Serie Die Abenteuer des jungen Indiana Jones (Folge Am Todesfluss, Dezember 1916) wird in einer fiktiven Handlung Barthélemy Boganda von belgischen Soldaten aus einem durch eine Pockenepidemie entvölkertenen Urwalddorf gerettet und in die Obhut von Ordensschwestern gegeben.